# Marbrouka
Marbrouka (ou Mabourouka, Mabrouka) est une localité du Cameroun située dans la commune de Makary, le département du Logone-et-Chari et la Région de l'Extrême-Nord, entre la frontière du Nigeria et celle du Tchad.  

## Population
Lors du recensement de 2005, Marbrouka comptait 91 habitants.